# ميركو كاستيلو
ميركو كاستيلو (بالإسبانية: Mirko Castillo) (30 أغسطس 1962 بليما في بيرو - ) هو مدرب كرة قدم ولاعب كرة قدم بيروفي في مركز الهجوم. لعب مع إمباكت مونتريال وواشنطن ديبلومتس وتامبا باي راوديز ونادي غوادالاخارا (نادي كرة قدم) وMemphis Rogues ‏ وFort Lauderdale Strikers (1988–1994) ‏ وArizona Sandsharks ‏ وBaltimore Blast ‏ وشيكاغو باور ‏ وDetroit Rockers ‏ وميامي فريدوم ‏ وHouston Hotshots ‏ وSeattle SeaDogs ‏ وSt. Louis Ambush (1992–2000) ‏ وسانت لويس ستورم ‏.